# Catagramma texotitania
Catagramma texotitania är en fjärilsart som beskrevs av Embrik Strand. Catagramma texotitania ingår i släktet Catagramma och familjen praktfjärilar. Inga underarter finns listade i Catalogue of Life.